# Pristimantis paulodutrai
Pristimantis paulodutrai là một loài động vật lưỡng cư trong họ Strabomantidae, thuộc bộ Anura. Loài này được Bokermann mô tả khoa học đầu tiên năm 1975. Chúng là loài đặc hữu của Brasil. Môi trường sống tự nhiên của chúng là subtropical or tropical moist lowland (up to 130m above sea level) forests. Chúng được tìm thấy ở two Atlantic forest localities in miền nam Bahia and Alagoas.